# اورستد (ماهواره)
اورستد (انگلیسی: Ørsted) یک ماهواره دیدبانی زمین و نخستین ماهواره دانمارک است که از نام هانس کریستین اورستد (۱۷۷۷–۱۸۵۱)، فیزیکدان دانمارکی و استاد دانشگاه کپنهاگ، که الکترومغناطیس را در سال ۱۸۲۰ کشف کرد، برگرفته و نامگذاری شده‌است.

## هدف‌ها
هدف‌های علمی اولیه این فضاپیما انجام اندازه‌گیری‌های بسیار دقیق و حساس میدان ژئومغناطیسی و نظارت جهانی بر محیط ذرات باردار با انرژی بالا بود.
ابزار
ابزار دقیق اورستد شامل دو مغناطیس‌سنج (مغناطیس‌سنج پروتونی و شارسنج)، یک تصویرگر ستاره برای تعیین وضعیت، یک بسته آشکارساز ذرات باردار حالت جامد و یک گیرنده جی‌پی‌اس GPS بود. تیم ابزار علمی مسئول طراحی ابزار است، در حالی که تیم علمی مسئول برنامه‌ریزی مأموریت علمی و مشارکت علمی بین‌المللی است. داده‌های علمی به‌دست‌آمده در طول مأموریت یک ساله برنامه‌ریزی‌شده برای استخراج یک مدل به‌روز شده از میدان ژئومغناطیسی و تغییرات سکولار آن و مطالعهٔ جریان‌های هم‌تراز با میدان مغناطیسی و ارتباط آن‌ها با شرایط بادهای یونوسفر و خورشیدی استفاده خواهد شد.